# Sportjahr 1915
Liste der Sportjahre

◄◄ | ◄ | 1911 | 1912 | 1913 | 1914 | Sportjahr 1915 | 1916 | 1917 | 1918 | 1919 | ► | ►►

Weitere Ereignisse

## Ereignisse

### Badminton
1915 kommt im Badminton der Spielbetrieb durch den Ersten Weltkrieg nahezu vollständig zum Erliegen.

### Eishockey
- Die Vancouver Millionaires gewinnen den Stanley Cup im Finale gegen die Ottawa Senators.
- Die Internationale Schweizer Eishockeymeisterschaft wird 1915/16 erstmals ausgetragen.
- Schweizer Eishockeymeisterschaft 1915/16

### Fußball
- 4. Februar: Der FC Wacker Innsbruck wird gegründet.
- Die Italienische Fußballmeisterschaft 1914/15 wird durch den Weltkrieg unterbrochen.
- Der Wiener AC gewinnt die Österreichische Fußballmeisterschaft 1914/15.
- Die erste Staatsmeisterschaft von Paraná wird ausgetragen.

### Handball
- Der Berliner Oberturnwart Max Heiser entwirft für Mädchen das „Torballspiel“, aus dem er 1917 das Handballspiel entwickelt.

### Leichtathletik
- 14./15./28./29. August: Finnische Leichtathletik-Meisterschaften 1915
- 18. August: Jonni Myyrä, Finnland, erreicht im Speerwurf der Herren 64,81 m.

### Sonstiges
- 10. April: Wegen des Krieges zieht das Internationale Olympische Komitee von Paris nach Lausanne in die neutrale Schweiz um.

## Geboren

### Januar
- 01. Januar: Rudolf Eckstein, deutscher Ruderer († 1993)
- 01. Januar: Giacinto Sertorelli, italienischer Skirennläufer († 1938)
- 02. Januar: Helge Jacobsen, dänischer Radrennfahrer († 1974)
- 04. Januar: Josef Haunzwickel, österreichischer Leichtathlet († 2001)
- 06. Januar: Ibolya Csák, ungarische Leichtathletin († 2006)
- 07. Januar: Franz Bartl, österreichischer Feldhandballspieler († 1941)
- 08. Januar: Yusa Masanori, japanischer Schwimmer († 1975)
- 10. Januar: Joseph Galibardy, indischer Hockeyspieler († 2011)
- 11. Januar: Cyril Holmes, britischer Leichtathlet († 1996)
- 11. Januar: Luise Krüger, deutsche Leichtathletin († 2001)
- 12. Januar: Karl Klöckner, deutscher Radrennfahrer († unbekannt)
- 14. Januar: Felix Kaspar, österreichischer Eiskunstläufer († 2003)
- 14. Januar: Jaroslav Vítek, tschechoslowakischer Leichtathlet († 1966)
- 15. Januar: Maria Lenk, brasilianische Schwimmerin († 2007)
- 15. Januar: Péter Szittya, ungarischer Kanute († unbekannt)
- 15. Januar: İbrahim Tusder, türkischer Fußballspieler und -trainer († 2001)
- 16. Januar: Heinz Brendel, deutscher Automobilrennfahrer († 1989)
- 18. Januar: Syl Apps, kanadischer Eishockeyspieler und -trainer († 1998)
- 21. Januar: Orazio Mariani, italienischer Leichtathlet († 1981)
- 21. Januar: William Sefton, US-amerikanischer Leichtathlet († 1982)
- 22. Januar: Ole Berntsen, dänischer Segler († 1996)
- 23. Januar: Herma Bauma, österreichische Leichtathletin und Handballerin († 2003)
- 28. Januar: Brian Shawe-Taylor, britischer Automobilrennfahrer († 1999)
- 29. Januar: Johnny McDowell, US-amerikanischer Automobilrennfahrer († 1952)
- 31. Januar: Håkan Lidman, schwedischer Hürdenläufer († 2000)

### Februar
- 01. Februar: Stanley Matthews, englischer Fußballspieler († 2002)
- 01. Februar: Helmut Radach, deutscher Ruderer († 1999)
- 03. Februar: Violet Webb, britische Leichtathletin († 1999)
- 04. Februar: Josef Genschieder, österreichischer Radrennfahrer († 1943)
- 04. Februar: Joseph Greger, deutscher Automobilrennfahrer († 2010)
- 08. Februar: Hayri Arsebük, türkischer Basketballspieler († 1943)
- 08. Februar: Kamo Takeshi, japanischer Fußballspieler († 2004)
- 09. Februar: Albin Novšak, jugoslawischer Skispringer († 1992)
- 10. Februar: Doris Eckert, deutsche Leichtathletin († 2005)
- 13. Februar: Harriet Bland, US-amerikanische Leichtathletin und Olympiateilnehmerin († 1991)
- 16. Februar: Siegfried Purner, österreichischer Feldhandballspieler († 1944)
- 17. Februar: Karl Herbolzheimer, deutscher Handballspieler († 2007)
- 18. Februar: Fritz Pollard, Jr., US-amerikanischer Leichtathlet († 2003)
- 19. Februar: André Sicard, französischer Leichtathlet († 1973)
- 21. Februar: Godfrey Brown, britischer Leichtathlet und Olympiasieger († 1995)
- 21. Februar: Hilde Doleschell, Skirennläuferin, Tennis- und Hockeyspielerin († 2013)
- 22. Februar: Tjeerd Boersma, niederländischer Leichtathlet († 1985)
- 22. Februar: Arthur Heina, deutscher Schwimmer († 1986)
- 22. Februar: Fernand Isselé, belgischer Wasserballspieler († 1994)
- 22. Februar: Vilém Jakl, tschechoslowakischer Radrennfahrer († unbekannt)
- 24. Februar: Richard Bühler, Schweizer Skispringer († 1959)
- 24. Februar: Anni Stolte, deutsche Schwimmerin († 1994)

### März
- 01. März: Gianni Leoni, italienischer Motorradrennfahrer († 1951)
- 01. März: Aarne Tammisto, finnischer Leichtathlet († 1978)
- 03. März: James Chappell, britischer Eishockeyspieler († 1976)
- 08. März: Tapio Rautavaara, finnischer Leichtathlet, Musiker und Schauspieler († 1979)
- 11. März: Oldřich Buďárek, tschechoslowakischer Skispringer († 1957)
- 11. März: Vijay Hazare, indischer Cricket-Spieler († 2004)
- 12. März: Sayed Ali Babaci, afghanischer Hockeyspieler († unbekannt)
- 15. März: Khadr Sayed El Touni, ägyptischer Gewichtheber († 1956)
- 15. März: Mohamed Abdel Rahman, ägyptischer Fechter († 1996)
- 16. März: Wilhelm Simetsreiter, deutscher Fußballspieler († 2001)
- 17. März: Fred Leinweber, US-amerikanischer Handballspieler († unbekannt)
- 18. März: Evelyn Pinching, britische Skirennläuferin († 1988)
- 20. März: John Sturrock, britischer Ruderer († 1974)
- 22. März: Oldřich Hanč, tschechoslowakischer Eisschnellläufer († 1989)
- 23. März: Klement Steinmetz, österreichischer Fußballspieler († 2001)
- 24. März: Harold Smallwood, US-amerikanischer Leichtathlet († 1985)
- 25. März: Dimitrios Negrepontis, griechischer Skisportler († 1996)
- 25. März: Sekido Tsutomu, japanischer Skisportler, Skisporttrainer und -funktionär († 1987)
- 26. März: Maurice Lafforgue, französischer Skirennläufer († 1999)
- 26. März: René Lafforgue, französischer Skirennläufer († 2000)
- 26. März: Lennart Strandberg, schwedischer Leichtathlet († 1989)
- 27. März: Alick Bevan, britischer Radrennfahrer († 1945)

### April
- 01. April: Ali Dara, pakistanischer Hockeyspieler und Sportfunktionär († 1981)
- 02. April: Gerhard Hilbrecht, deutscher Leichtathlet († 1996)
- 03. April: James Palmer-Tomkinson, britischer Skirennläufer († 1952)
- 04. April: Amedeo Biavati, italienischer Fußballspieler († 1979)
- 05. April: Hans-Joachim Hannemann, deutscher Ruderer († 1989)
- 06. April: Elisabeth Gloy, deutsche Feldhockeyspielerin († 1985)
- 10. April: Werner Kubitzki, deutsche Hockeyspieler († 1994)
- 11. April: Árpád Lengyel, ungarischer Schwimmer († 1993)
- 14. April: Lennart Lindgren, schwedischer Leichtathlet († 1952)
- 15. April: Ödön Gróf, ungarischer Schwimmer († 1997)
- 15. April: Benedetto Pola, italienischer Radrennfahrer († 2000)
- 16. April: Nicolae Berechet, rumänischer Boxer († 1936)
- 21. April: Karl August Magnussen, dänischer Radrennfahrer († 1966)
- 25. April: Basil Dickinson, australischer Leichtathlet († 2013)
- 26. April: Ludwig Schweickert, deutscher Ringer († 1943)
- 27. April: Perry Schwartz, US-amerikanischer American-Football-Spieler († 2001)
- 29. April: Heiner Hoffmann, deutscher Radrennfahrer († 1945)

### Mai
- 01. Mai: Archie Williams, US-amerikanischer Sprinter und Olympiasieger († 1993)
- 03. Mai: Adolf Baumgarten, deutscher Boxer († 1942)
- 05. Mai: Josef Hasenöhrl, österreichischer Ruderer († 1945)
- 05. Mai: Nicolaas Tates, niederländischer Kanute († 1990)
- 06. Mai: Hens Dekkers, niederländischer Boxer († 1966)
- 08. Mai: Rudi Gauch, deutscher Kunstturner († 1979)
- 14. Mai: César Peñaranda, peruanischer Radrennfahrer († 2007)
- 15. Mai: Shōzō Makino, japanischer Schwimmer († 1987)
- 18. Mai: Ottorino Quaglierini, italienischer Ruderer († 1992)
- 18. Mai: Cecelia Wolstenholme, britische Schwimmerin († 1968)
- 24. Mai: Denis Shore, südafrikanischer Leichtathlet († 1963)
- 25. Mai: Aarne Kainlauri, finnischer Leichtathlet († 2020)
- 26. Mai: Gordon Adam, US-amerikanischer Ruderer († 1992)
- 30. Mai: Len Carney, englischer Fußballspieler († 1996)

### Juni
- 03. Juni: Helge Perälä, finnischer Leichtathlet († 2010)
- 03. Juni: George Turner, kanadischer Radrennfahrer († 1965)
- 04. Juni: Günther Sabetzki, Präsident des deutschen Eishockey-Bundes († 2000)
- 06. Juni: Chin Kuai-ti, chinesischer Boxer († 1937)
- 12. Juni: Mildred Fizzell, kanadische Leichtathletin († 1993)
- 13. Juni: Donald Budge, US-amerikanischer Tennisspieler († 2000)
- 14. Juni: Nicolaas Cortlever, niederländischer Schachspieler († 1995)
- 17. Juni: Helmut Berndt, deutscher Leichtathlet, Wintersportler und Sportfunktionär († 1990)
- 22. Juni: William Passmore, südafrikanischer Boxer († 1986)
- 29. Juni: Tanaka Hiroshi, japanischer Leichtathlet († unbekannt)

### Juli
- 02. Juli: Georg Krog, norwegischer Eisschnellläufer († 1991)
- 02. Juli: Antonio Mariscal, mexikanischer Wasserspringer († 2010)
- 03. Juli: Heinz Körvers, deutscher Handballspieler († 1942)
- 04. Juli: Paul Frantz, luxemburgischer Radrennfahrer († 1995)
- 05. Juli: John Woodruff, US-amerikanischer Leichtathlet und Olympiasieger († 2007)
- 07. Juli: Erich Deisler, deutscher Tischtennisspieler († 1999)
- 07. Juli: Børge Gissel, dänischer Radrennfahrer († 2002)
- 07. Juli: Jaroslav Volak, österreichischer Feldhandballspieler († unbekannt)
- 08. Juli: Bill Messer, britischer Radrennfahrer († unbekannt)
- 08. Juli: Yamada Ginzō, japanischer Skilangläufer († 1978)
- 11. Juli: Martti Sipilä, finnischer Skilangläufer († 2003)
- 13. Juli: Harry McKibbin, irischer Rugbyspieler und Funktionär († 2001)
- 14. Juli: Guido Leoni, italienischer Motorradrennfahrer († 1951)
- 14. Juli: Yamamoto Sadako, japanische Leichtathletin († unbekannt)
- 16. Juli: Cihat Arman, türkischer Fußballtorhüter, -trainer und -funktionär († 1994)
- 16. Juli: Herbert Morris, US-amerikanischer Ruderer († 2009)
- 17. Juli: Dorothy Poynton, US-amerikanische Wasserspringerin († 1995)
- 20. Juli: Elbert Root, US-amerikanischer Wasserspringer († 1983)
- 20. Juli: Johanna Vancura, österreichische Leichtathletin († 1998)
- 25. Juli: Margery Hinton, britische Schwimmerin († 1996)
- 27. Juli: Donald Hume, US-amerikanischer Ruderer († 2001)
- 29. Juli: Hans Bütikofer, Schweizer Bobfahrer und Wasserballspieler († 2011)

### August
- 03. August: Roman Fischer, österreichischer Fechter († unbekannt)
- 03. August: John Loaring, kanadischer Leichtathlet († 1969)
- 03. August: Peter Newell, kanadischer Basketballtrainer († 2008)
- 05. August: Hans Schnitger, niederländischer Hockeyspieler († 2013)
- 10. August: Olive McKean, US-amerikanische Schwimmerin († 2006)
- 10. August: Carlos Menditéguy, argentinischer Formel-1-Rennfahrer, Polo-Spieler († 1973)
- 12. August: Alex Wojciechowicz, US-amerikanischer American-Football-Spieler († 1992)
- 14. August: Herbert Oehmichen, US-amerikanischer Handballspieler († 1990)
- 19. August: Sepp Rogger, Schweizer Eisschnellläufer († 2011)
- 27. August: Marshall Limon, kanadischer Leichtathlet († 1965)
- 28. August: Hans Jakob Schudel, Schweizer Schachfunktionär und Schachspieler († 2004)
- 29. August: Heinrich Angst, Schweizer Bobfahrer († 1989)
- 29. August: Nils Hjelmström, schwedischer Skispringer († 2003)

### September
- 01. September: Ken Aston, britischer Fußballschiedsrichter († 2001)
- 04. September: Harry Larsen, dänischer Ruderer († 1974)
- 07. September: Mario Pretto, italienischer Fußballspieler und -trainer († 1984)
- 09. September: Jim Poole, US-amerikanischer American-Football-Spieler († 1994)
- 10. September: Olavi „Olli“ Huttunen, finnischer Skisportler († 1940)
- 10. September: Willi Meurer, deutscher Radrennfahrer († 1981)
- 15. September: Helmut Schön, deutscher Fußballtrainer und -spieler († 1996)
- 17. September: Günther Lorenz, deutscher Eiskunstläufer und Eiskunstlauftrainer († 1999)
- 20. September: Siegfried Powolny, österreichischer Feldhandballspieler († 1944)
- 23. September: Sergio Bertoni, italienischer Fußballspieler und -trainer († 1995)
- 25. September: Carlo Bandirola, italienischer Motorradrennfahrer († 1981)
- 27. September: Jack Parker, US-amerikanischer Leichtathlet († 1964)
- 29. September: Nihat Ertuğ, türkischer Basketballspieler († unbekannt)

### Oktober
- 01. Oktober: Talat Tunçalp, türkischer Radrennfahrer († 2017)
- 04. Oktober: Nedju Ratschew, bulgarischer Radrennfahrer († unbekannt)
- 05. Oktober: Paul Wolf, US-amerikanischer Schwimmer († 1972)
- 09. Oktober: Henner Henkel, deutscher Tennisspieler († 1942)
- 12. Oktober: Inge Heijbroek, niederländischer Hockeyspieler († 1956)
- 12. Oktober: Carlos Lillo, chilenischer Boxer († 1964)
- 16. Oktober: Robert Dorgebray, französischer Radrennfahrer († 2005)
- 21. Oktober: Aulis Reinikka, finnischer Leichtathlet († 1998)
- 21. Oktober: Giovanni Scher, italienischer Ruderer († 1992)
- 22. Oktober: Jean Despeaux, französischer Boxer († 1989)
- 22. Oktober: Heinrich Nettesheim, deutscher Ringer († 2005)
- 26. Oktober: Raymond Crawford, US-amerikanischer Automobilrennfahrer († 1996)
- 26. Oktober: Joe Fry, britischer Automobilrennfahrer († 1950)
- 27. Oktober: Corrie Laddé, niederländische Schwimmerin († 1996)
- 29. Oktober: Luigi Zucchini, italienischer Eishockeyspieler († 1986)
- 30. Oktober: Ben Carnevale, US-amerikanischer Basketballtrainer († 2008)

### November
- 01. November: Jos Romersa, luxemburgischer Kunstturner († 2016)
- 02. November: Wilhelm Piec, polnischer Fußballspieler († 1954)
- 07. November: František Balvín, tschechoslowakischer Skilangläufer († 2003)
- 13. November: Carla Marangoni, italienische Turnerin († 2018)
- 13. November: Heinz Schlauch, deutscher Schwimmer († 1945)
- 16. November: Eduardo Simian, chilenischer Fußballtorwart und Politiker († 1995)
- 18. November: Albert Byrd, US-amerikanischer Radrennfahrer († 1990)
- 18. November: Alfred Nakache, französischer Schwimmer († 1983)
- 19. November: Frank Cope, US-amerikanischer American-Football-Spieler († 1990)
- 25. November: Gösta Jönsson-Frändfors, schwedischer Ringer († 1973)
- 26. November: Raúl Rodríguez, argentinischer Boxer († 1977)
- 26. November: Cyril Sidlow, walisischer Fußballtorhüter († 2005)

### Dezember
- 03. Dezember: Ernst van den Berg, niederländischer Hockeyspieler († 1989)
- 08. Dezember: Johnny Lockett, britischer Motorrad- und Automobilrennfahrer († 2004)
- 12. Dezember: Kamo Shōgo, japanischer Fußballspieler († 1977)
- 12. Dezember: Reizō Koike, japanischer Schwimmer, Schwimmtrainer und Schwimmsportfunktionär († 1998)
- 17. Dezember: Leah Neuberger, US-amerikanische Tischtennisspielerin († 1993)
- 18. Dezember: Dario Mangiarotti, italienischer Degenfechter († 2010)
- 19. Dezember: Claudia Testoni, italienische Leichtathletin († 1998)
- 20. Dezember: Fritz Pliska, deutscher Fußballspieler und -trainer († 1995)
- 27. Dezember: Gyula Zsengellér, ungarischer Fußballspieler († 1999)
- 29. Dezember: Bill Osmanski, US-amerikanischer American-Football-Spieler († 1996)

### Datum unbekannt
- Heinz Boll, deutscher Turner († unbekannt)

## Gestorben

### Januar
- 08. Januar: Sandy Cowan, kanadischer Lacrossespieler und -schiedsrichter (* 1879)
- 14. Januar: George Smith, britischer Tauzieher (* 1876)
- 19. Januar: Georg Krogmann, deutscher Fußballspieler (* 1886)
- 29. Januar: Max Herrmann, deutscher Leichtathlet (* 1885)

### Februar
- 09. Februar: Ernst Franz, österreichischer Radrennfahrer (* 1894)
- 15. Februar: Auguste Caby, französischer Schwimmer (* 1887)
- 18. Februar: Kenneth Powell, britischer Hürdenläufer und Tennisspieler (* 1885)

### März
- 13. März: Max Bröske, deutscher Ruderer (* 1882)
- 21. März: Frederick Winslow Taylor, US-amerikanischer Tennisspieler und Ingenieur (* 1856)
- 31. März: Wyndham Halswelle, britischer Leichtathlet und Olympiasieger (* 1882)

### April
- 01. April: André Six, französischer Schwimmer (* 1879)
- 03. April: Arthur Hussey, US-amerikanischer Golfspieler (* 1882)
- 17. April: Floyd MacFarland, US-amerikanischer Radrennfahrer (* 1878)
- 18. April: Josef Lochmatter, Schweizer Bergsteiger-, Berg- und Skiführerpionier (* 1872)
- 22. April: Maurice Gufflet, französischer Segler (* 1863)
- 23. April: James Duffy, kanadischer Leichtathlet (* 1890)
- 24. April: Geoffrey Taylor, kanadischer Ruderer (* 1890)
- 25. April: Edward Larkin, australischer Rugby-Union-Spieler, Rugby-League-Funktionär und Politiker (* 1880)
- 25. April: Gilchrist Maclagan, britischer Ruderer (* 1879)
- 26. April: William Anderson, britischer Sprinter und Mittelstreckenläufer (* 1878)

### Mai
- 09. Mai: François Faber, luxemburgischer Radrennfahrer (* 1887)

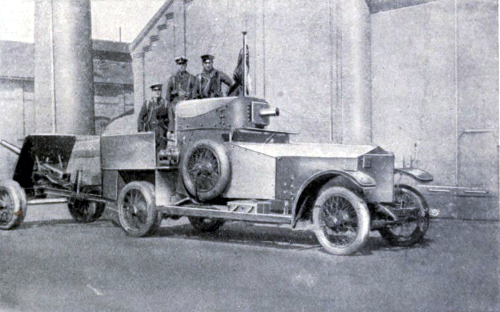
Anthony Wilding wenige Wochen vor seinem Tod im Rolls-Royce-Panzerwagen im Ersten Weltkrieg

- 09. Mai: Anthony Wilding, neuseeländischer Tennisspieler (* 1883)
- 14. Mai: Herman Donners, belgischer Wasserballspieler (* 1888)
- 29. Mai: Henry Leeke, britischer Kugelstoßer, Hammer-, Speer- und Diskuswerfer (* 1879)
- 31. Mai: Heinrich Burkowitz, deutscher Sprinter (* 1892)

### Juni
- 10. Juni: Jenő Hégner-Tóth, ungarischer Schwimmer und Wasserballspieler (* 1892)
- 12. Juni: Leopold Sax, österreichischer Fußballspieler (* 1881)
- 14. Juni: Georg Mickler, deutscher Leichtathlet und Olympiateilnehmer (* 1895)
- 15. Juni: Hans Dülfer, deutscher Bergsteiger (* 1892)
- 15. Juni: Charles Simon, französischer Sportler und Fußballfunktionär (* 1882)
- 28. Juni: Victor Trumper, australischer Cricketspieler (* 1877)

### Juli
- 04. Juli: Sepp Innerkofler, österreichischer Bergsteiger (* 1865)
- 05. Juli: John Hoben, US-amerikanischer Ruderer (* 1884)
- 15. Juli: Jakob Person, deutscher Leichtathlet (* 1889)

### August
- 15. August: Rudolf Watzl, österreichischer Ringer in der Leichtgewichtsklasse (* 1882)
- 23. August: Luigi Ferraris, italienischer Fußballspieler (* 1887)

### September
- 01. September: Emil Terschak, österreichischer Fotograf, Bergsteiger und Künstler (* 1858)
- 08. September: Anton Knubel, deutscher Radrennfahrer, Erfinder und Luftfahrtpionier (* 1857)
- 09. September: Albert Goodwill Spalding, US-amerikanischer Baseballspieler und Unternehmer (* 1850)
- 10. September: Marius Thé, französischer Radrennfahrer und Schrittmacher (* 1871)
- 12. September: Fritz Bartholomae, deutscher Ruderer (* 1886)
- 12. September: Herbert von Kuhlberg, russischer Schwimmer (* 1893)
- 14. September: Josef Schediwy, österreichischer Fußballspieler (* unbekannt)
- 18. September: Jean-Marie Corre, französischer Unternehmer und Radsportler (* 1864)
- 25. September: Raymond Gigot, französischer Fußballspieler (* 1885)
- 30. September: Harcourt Ommundsen, britischer Sportschütze (* 1878)
- 30. September: Heinrich Schneidereit, deutscher Gewichtheber (* 1884)

### Oktober
- 12. Oktober: Béla von Las-Torres, ungarischer Schwimmer (* 1890)
- 13. Oktober: Ferdinand Goetz, deutscher Mediziner und Politiker (NLP), MdR, Sportfunktionär (* 1826)
- 16. Oktober: Léon Hourlier, französischer Radrennfahrer (* 1885)

Enrico Canfari

- 22. Oktober: Enrico Canfari, italienischer Fußballspieler und -funktionär (* 1877)
- 22. Oktober: Alfred Staats, deutscher Kunstturner (* 1891)
- 23. Oktober: W. G. Grace, englischer Cricketspieler (* 1848)
- 25. Oktober: Léon Lécuyer, französischer Sportschütze und Fechter (* 1855)
- 31. Oktober: Wilhelm Lützow, deutscher Schwimmer (* 1892)

### November
- 05. Dezember: Edmund Bury, britischer Racketsspieler (* 1884)
- 05. November: Leo Dorn, deutscher Alpinist und Jäger (* 1836)
- 10. November: James Richardson Spensley, englischer Arzt, Fußballspieler und -trainer (* 1867)
- 11. November: Felice Milano, italienischer Fußballspieler (* 1891)
- 12. November: Tom Linton, walisischer Radrennfahrer (* 1876)
- 25. November: Michel Bréal, französischer Philologe und Ideengeber des Marathonlaufs (* 1832)

### Dezember
- 03. Dezember: Benjamin Jamieson, kanadischer Lacrossespieler (* 1874)
- 04. Dezember: Lajos Gönczy, ungarischer Leichtathlet (* 1881)